# Romstjärnarna
Romstjärnarna är en sjö i Norbergs kommun i Västmanland och ingår i Norrströms huvudavrinningsområde.